# Unisonic
Unisonic är en tysk supergrupp grundad 2009 och bestående av sångaren Michael Kiske (ex-Helloween), basisten Dennis Ward, trummisen Kosta Zafiriou och gitarristerna Mandy Meyer och Kai Hansen (Gamma Ray, ex-Helloween).

## Medlemmar

### Nuvarande medlemmar
- Michael Kiske – gitarr (2009–2011), sång (2009– )
- Mandy Meyer – gitarr (2009– )
- Dennis Ward – basgitarr, bakgrundssång (2009–)
- Kai Hansen – gitarr, bakgrundssång (2011– )

### Tidigare medlemmar
- Kosta Zafiriou – trummor (2009–2016)

### Turnerande medlemmar
- Michael Ehré – trummor (2016– )
- Tobias Exxel – gitarr (2015)

## Diskografi

### Studioalbum
- 2012 – Unisonic
- 2014 – Light of Dawn

### EP
- 2012 – Ignition
- 2014 – For the Kingdom

### Livealbum
- 2017 – Live in Wacken